# Mahun
Mahun är en ö i Eritrea. Den ligger i den nordöstra delen av landet, 150 km nordost om huvudstaden Asmara. Arean är 19,2 kvadratkilometer.
Terrängen på Mahun är mycket platt. Öns högsta punkt är 18 meter över havet. Den sträcker sig 4,7 kilometer i nord-sydlig riktning, och 6,7 kilometer i öst-västlig riktning.